# 逐棋
逐棋（Oust），是由美國人Mark Steere在2007年推出的棋類。

## 棋具
- 圍棋棋具；亦有六角型版[2]。

## 規則
- 空秤開局。

- 行棋時有兩種選擇：
  - 將一枚己棋放於空棋點，鄰點不得有任何己棋。
  - 將一枚己棋放於空棋點，鄰點須有己方與敵方棋塊，並且放子後該己方棋塊子數能大於接觸的敵方棋塊子數。
    - 放子後，將該敵塊移出遊戲。

- 無法行棋時輸掉遊戲[3]。

## 外部連結
- 遊戲介紹 （页面存档备份，存于）
- 遊戲策略 （页面存档备份，存于）
- 實戰棋譜 （页面存档备份，存于）